# Sönke Krützfeld
Sönke Krützfeld (* 1959 in Hilgert) ist ein deutscher Pfarrer und Oberkirchenrat.

## Leben und Wirken
Sönke Krützfeld wuchs in Hilgert auf. Er studierte nach seinem Abitur in Bonn Evangelische Theologie. Im Jahr 1985 legte er sein erstes theologisches Examen ab und absolvierte daraufhin seine praktische Ausbildungsphase zum Pfarrer. Nach dem zweiten theologischen Examen studierte er von 1988 bis 1990 zusätzlich noch Medienwissenschaften in Marburg. Von 1994 bis 1999 war er hauptberuflicher Schulpfarrer und Seelsorger am Rabanus-Maurus-Gymnasium in Mainz. Im Jahr 1999 wechselte er zur Kirchenverwaltung in Darmstadt in das Referat Schulische Bildung. Seit 2012 ist Krützfeld der Oberkirchenrat im Referat Schule und für den Religionsunterricht der Evangelischen Kirche in Hessen und Nassau.
In dieser Funktion gehört er auch dem wissenschaftlichen Beirat an, der an der Uni Tübingen die Studie „Konfirmandenarbeit in Europa“ begleitet.
Krützfeld lebt in Stadecken-Elsheim, ist verheiratet und Vater von acht Kindern.
Am 6. Juli 2016 befand sich Krützfeld auf der Bundesautobahn 5 bei Bad Homburg auf dem Rückweg von einer Dienstreise. Dort rettete er einer am Steuer bewusstlos gewordenen Frau mit seinem Auto durch ein gezieltes Davorsetzen und Abbremsen das Leben. Im Dezember 2016 wurde Krützfeld vom hessischen Innenminister Peter Beuth dafür wegen Zivilcourage mit der Hessischen Rettungsmedaille ausgezeichnet. Dadurch geriet Krützfeld in den Blickpunkt der Öffentlichkeit und trat daraufhin auch in mehreren Talkshow-Formaten auf, wie u. a. in Markus Lanz.